# Яйцевидная подкаменка
Яйцевидная подкаменка (лат. Leptodactylodon ovatus) — вид бесхвостых земноводных из рода подкаменки семейства пискуньи. Встречается в западной части Камеруна и на крайнем востоке Нигерии. Различают два подвида: Leptodactylodon ovatus ovatus в самой западной части ареала и Leptodactylodon ovatus orientalis на востоке, вероятно, разделённые горой Купе.
Его естественной средой обитания являются низинные леса со сплошным пологом. Размножение происходит в ручьях и небольших речках с медленным течением в лесу; самцы кричат из отверстий и трещин в скалах. Считается, что виду может угрожать потеря среды обитания, однако из-за широкого распространения и предположительнго высокой численности он отнесён к категории «вызывающих наименьшие опасения».